# Annas Ballader
Annas Ballader er en samling viser med musik og tekst af Ida og Bent From, inspireret af tegneserienhttps://www.sn.dk/furesoe-kommune/en-fattig-piges-eventyr/ “Anna, en fattig piges eventyr” som de skrev i 1972 som en skriveøvelse.  Samlingen blev indspillet i 1976 af skuespilleren Frits Helmuth med akkompagnement af Poul Godskes orkester. Godske stod også for det musikalske arrangement. 
Samlingen kom desuden i bogform med illustrationer af Herman Stilling og Erik Nørgaard.
Annas Ballader beskriver humoristisk pigen Annas livsforløb; hun var af fattig afstamning i en ikke alt for fjern fortid. Anna må gå så grueligt meget igennem: Hun bliver bl.a. gravid med herremandens uduelige søn.

## Viserne
1. Annas barndom
2. Annas herskab
3. Annas svangerskab
4. Ronalds morskab
5. Annas fangenskab
6. Annas første ægteskab
7. Annas utroskab
8. Annas andet ægteskab
9. Annas lidenskab
10. Annas dødsdom